# Nikola Petrović-Njegoš

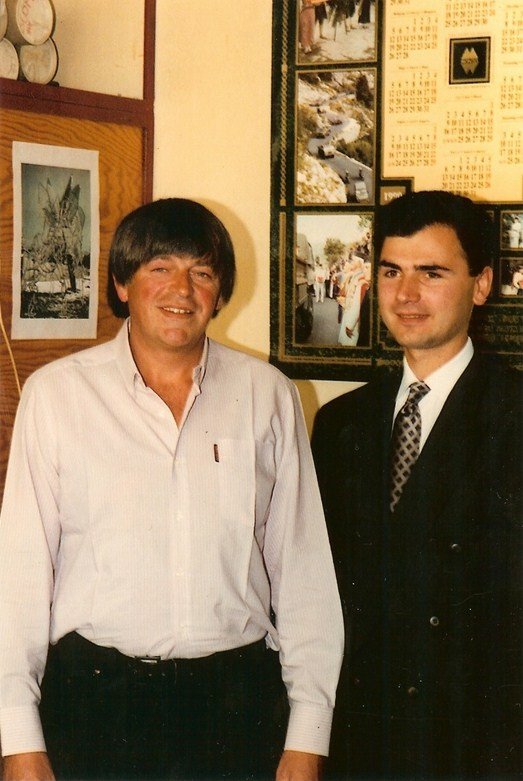
Nikola II. Petrović-Njegoš (links) und Dejan Stojanović 1990 in Paris

Nikola Michael Francis Petrović Njegoš, serbisch: Никола Петровић-Његош, (* 7. Juli 1944 in Saint-Nicolas-du-Pélem, Côtes-d’Armor, Bretagne) ist der Thronprätendent auf den Thron von Montenegro. Er ist seit dem Jahr 1986 das Oberhaupt der Petrović-Njegoš-Dynastie. Traditionalisten und Monarchisten betrachten ihn als „König Nikola II. von Montenegro“.

## Leben
Nikola ist der einzige Sohn und Erbe von Titularkönig Michael (I.), Herzog von Grahova und Zeta (1908–1986) und seiner französischen Ehefrau Geneviève Prigent (1919–1991). Nach acht Jahren Ehe ließen sich seine Eltern im August 1949 in Paris scheiden. Durch seinen Vater ist er ein Urenkel des letzten Königs von Montenegro, Nikola I. Petrović Njegoš (1841–1921).
Im Jahr 1964 studierte Nikola Architektur an der Académie des Beaux-Arts in Paris. Von 1965 und 1967 arbeitete er als Praktikant in verschiedenen Architektenbüros; organisierte und beaufsichtigte verschiedene Bauprojekte. In den Jahren 1967 bis 1971 war er an der Planung der Wintersportstätte in Avoriaz beteiligt. 1971 machte er seinen Abschluss als Bachelor of Arts (B.A.) und wurde in die Société Française des Architectes aufgenommen. Am 27. November 1976 heiratete Nikola in Trébeurden im Département Côtes-du-Nord, die Rechtsanwältin Francine Navarro (* 27. Januar 1950; † 6. August 2008). Aus der gemeinsamen Verbindung gingen zwei Kinder, Altinaï (* 27. Oktober 1977) und Boris (* 21. Januar 1980), hervor. Die Familie lebt in Les Lilas.
In den 1980er Jahren war er Mitbegründer des Nationalmuseums von Montenegro in Cetinje und Präsident der Cetinje Biennale der zeitgenössischen Kunst. Diese Biennale, die 1991 wenige Tage vor dem Zusammenbruch Jugoslawiens zum ersten Mal eröffnet wurde, entwickelte sich zu einem der maßgeblichen internationalen Kunstereignisse des Balkans und steht für die Öffnung der Region nicht nur im Bereich der aktuellen Kunstszene.
Im Jahr 2011 kehrte Nikola II. auf Einladung der montenegrinischen Regierung nach Montenegro zurück.
Am 18. Juli 2012 wurden ihm, seinen Kindern und den Enkeln Nikolai und Milena vom montenegrinischen Innenminister Ivan Brajović in Podgorica die Staatsbürgerschaftsurkunden überreicht. Dies erfolgte in Einklang mit einem 2011 erlassenen Gesetz, welches die Rechte von Nachkommen der ehemaligen königlichen Familie regelt. Der Prinz wurde aufgrund eines Parlamentsbeschlusses mit einer kleinen Apanage ausgestattet. Ihm wurde auch ein Haus der Familie in der Ortschaft Njeguši bei Cetinje, der alten montenegrinischen Hauptstadt, rückerstattet. Nikola ist Ehren- und Devotions-Großkreuz-Bailli des Souveränen Malteserordens.

## Auszeichnungen
- Großmeister des Ordens Fürst Danilos I.
- Großmeister des Orden vom heiligen Peter
- Großkreuz des Ordens der heiligen Mauritius und Lazarus, Haus Savoyen
- Großkreuz des Ordens unserer lieben Frau von der Empfängnis von Vila Viçosa, Haus Braganza
- Großkreuz des Königlichen Ordens Franz’ I., Bourbon-Sizilien
- Goldene Ehrenmedaille des Konstantinischen Ritterordens vom Heiligen Georg, Bourbon-Sizilien
- Collane des Ordens des Adlers von Georgien